# Объект 19
Объект 19 — советская опытная колёсно-гусеничная боевая машина пехоты.
Боевая машина «Объект 19» разработана в городе Рубцовск, в конструкторском бюро Алтайского тракторного завода (АТЗ), совместно с Военной академией бронетанковых войск (ВА БТВ). Выпущен макетный образец в единственном экземпляре. Серийно не производилась.

## История создания
В начале 1960-х годов по заданию Министерства Обороны СССР на ряде оборонных предприятий СССР были начаты разработки нового типа бронированных транспортных средств для мотострелковых подразделений. В числе основных предъявляемых требований были:
1. Защита от средств массового поражения;
2. Значительная огневая мощь;
3. Преодоление водных преград;
4. Возможность самостоятельной борьбы с танками противника.

Одной из таких разработок являлся «Объект 19»..

## Судьба проекта
После конкурсных сравнительных испытаний предпочтение было отдано «Объекту 765», позже ставшей БМП-1, поэтому боевая машина на вооружение принята не была.
После этого машину отправили в Бронетанковый музей в Кубинке, где в 2017 году была отреставрирована до ходового состояния.

## Описание конструкции
Согласно компоновочной схеме место механика-водителя находилось спереди слева, справа от механика-водителя находилось место командира. У каждого членов экипажа был отдельный люк для выхода из машины.

### Броневой корпус и башня
Корпус «Объекта 19» представлял сварную конструкцию из стальных катаных листов внешне напоминавшую конструкцию БРДМ-2. В середине располагалось боевое отделение с башней кругового вращения. Места десанта находились вокруг боевого отделения.
Выход десанта осуществлялся через задние люки на крыше корпуса.

### Вооружение
Основным вооружением являлся гладкоствольный 73-мм гранатомёт 2А28 или «Гром». Боекомплект составлял 40 выстрелов.
С основным орудием был спарен танковый вариант 7,62-мм пулемёта Калашникова (ПКТ). Возимый боекомплект составлял 2 000 патронов.
Для борьбы с танками на машине была установлена пусковая установка противотанковой управляемой ракеты 9М14М или «Малютка». Возимый боекомплект составлял 4 ракеты.

### Ходовая часть
В качестве ходовой части использовалось колёсное шасси с колёсной формулой 4х4. Для движения по труднопроходимой местности использовался дополнительный гусеничный движитель, располагавшийся между осями колёс с обеих бортов машины. В качестве опорных катков использовались пустотелые катки плавающего танка ПТ-76. Время перехода с колёсного хода на гусеничный и наоборот составляло около 15~20 секунд.